# Chico Buarque de Hollanda: Os Primeiros Anos
Os Primeiros Anos é um box contendo os três primeiros álbuns do músico brasileiro Chico Buarque: Chico Buarque de Hollanda, Chico Buarque de Hollanda: Volume 2 e Chico Buarque de Hollanda: Volume 3. Para o box, o design da embalagem, da capa e do CD em si dos três álbuns foram totalmente reformulados. O seu lançamento se deveu aos 40 anos de carreira do músico. 

## Faixas
| CD 1: Chico Buarque de Hollanda |                        |                |         |  |
| N.º                             | Título                 | Compositor(es) | Duração |  |
| 1.                              | "A Banda"              | Chico Buarque  | 2:11    |  |
| 2.                              | "Tem Mais Samba"       | Chico Buarque  | 1:44    |  |
| 3.                              | "A Rita"               | Chico Buarque  | 2:01    |  |
| 4.                              | "Ela e Sua Janela"     | Chico Buarque  | 2:10    |  |
| 5.                              | "Madalena Foi Pro Mar" | Chico Buarque  | 1:40    |  |
| 6.                              | "Pedro Pedreiro"       | Chico Buarque  | 2:35    |  |
| 7.                              | "Amanhã, Ninguém Sabe" | Chico Buarque  | 2:00    |  |
| 8.                              | "Você Não Ouviu"       | Chico Buarque  | 2:39    |  |
| 9.                              | "Juca"                 | Chico Buarque  | 1:46    |  |
| 10.                             | "Olê, Olá"             | Chico Buarque  | 3:03    |  |
| 11.                             | "Meu Refrão"           | Chico Buarque  | 2:40    |  |
| 12.                             | "Sonho de um Carnaval" | Chico Buarque  | 2:13    |  |

| CD 2: Chico Buarque de Hollanda: Volume 2 |                                                    |                         |         |  |
| N.º                                       | Título                                             | Compositor(es)          | Duração |  |
| 1.                                        | "Noite dos Mascarados (part. esp. Os Três Morais)" | Chico Buarque           | 2:55    |  |
| 2.                                        | "Logo Eu?"                                         | Chico Buarque           | 2:34    |  |
| 3.                                        | "Com Açucar, Com Afeto"                            | Chico Buarque           | 3:49    |  |
| 4.                                        | "Fica"                                             | Chico Buarque           | 2:26    |  |
| 5.                                        | "Lua Cheia"                                        | Chico Buarque, Toquinho | 2:31    |  |
| 6.                                        | "Quem Te Viu, Quem Te Vê"                          | Chico Buarque           | 4:13    |  |
| 7.                                        | "Realejo"                                          | Chico Buarque           | 3:31    |  |
| 8.                                        | "Ano Novo"                                         | Chico Buarque           | 1:13    |  |
| 9.                                        | "A Televisão"                                      | Chico Buarque           | 2:43    |  |
| 10.                                       | "Será Que Cristina Volta?"                         | Chico Buarque           | 2:32    |  |
| 11.                                       | "Morena dos Olhos D'Água"                          | Chico Buarque           | 2:33    |  |
| 12.                                       | "Uma Chorinho"                                     | Chico Buarque           | 1:40    |  |

| CD 3: Chico Buarque de Hollanda: Volume 3 |                                   |                                         |         |  |
| N.º                                       | Título                            | Compositor(es)                          | Duração |  |
| 1.                                        | "Ela Desatinou"                   | Chico Buarque                           | 3:09    |  |
| 2.                                        | "Retrato em Preto e Branco"       | Chico Buarque, Tom Jobim                | 3:18    |  |
| 3.                                        | "Januária"                        | Chico Buarque                           | 3:04    |  |
| 4.                                        | "Desencontro"                     | Chico Buarque                           | 2:09    |  |
| 5.                                        | "Carolina"                        | Chico Buarque                           | 2:38    |  |
| 6.                                        | "Roda Viva"                       | Chico Buarque                           | 3:53    |  |
| 7.                                        | "O Velho"                         | Chico Buarque                           | 2:58    |  |
| 8.                                        | "Até Pensei"                      | Chico Buarque                           | 4:15    |  |
| 9.                                        | "Sem Fantasia"                    | Chico Buarque                           | 3:27    |  |
| 10.                                       | "Até 2ª Feira"                    | Chico Buarque                           | 2:25    |  |
| 11.                                       | "Funeral de um Lavrador"          | Chico Buarque, João Cabral de Melo Neto | 2:28    |  |
| 12.                                       | "Tema para Morte e Vida Severina" | Chico Buarque                           | 2:35    |  |